# Гусинка (притока Ворскли)
Гуси́нка, Гусинець — річка в Україні, у межах Охтирського району Сумської області. Ліва притока Ворскли (басейн Дніпра).

## Опис
Довжина річки 20 км. Долина коритоподібна, неглибока. Заплава місцями (особливо у пригирловій частині) заболочена. Річище слабозвивисте, у верхів'ї пересихає. Споруджено кілька ставків.

## Розташування
Гусинка бере початок на схід від села Пологів. Тече переважно на захід. У північній частині міста Охтирки робить величезний U-подібний закрут, після чого тече на північ і північний захід. Впадає до Ворскли на південний захід від села Климентове.
Основна притока: Гусочка (права).
Річка протікає через село Пологи та місто Охтирку.
У пригирловій частині річки розташований Климентівський гідрологічний заказник (частина Гетьманського національного природного парку).